# (73556) 2130 P-L
(73556) 2130 P-L – planetoida z pasa głównego asteroid okrążająca Słońce w ciągu 5,33 lat w średniej odległości 3,05 j.a. Odkryta 24 września 1960 roku.